# 15 november
15 november is de 319de dag van het jaar (320ste dag in een schrikkeljaar) in de gregoriaanse kalender. Hierna volgen nog 46 dagen tot het einde van het jaar.

## Gebeurtenissen
- Infrastructuur
  - 1955 - Opening van de Kirovsko-Vyborgskaja-lijn, het eerste metrotracé van de metro van Sint-Petersburg.
  - 1971 - Koningin Juliana opent de Haringvlietdam, tussen Voorne en Goeree.[1]
  - 1977 - Koningin Juliana opent de Drechttunnel bij Dordrecht.
  - 2015 - Station Arnhem Centraal wordt officieel heropend.

- Kunst en cultuur
  - 1991 - De later met een Gouden Kalf bekroonde film Prospero's Books van regisseur Peter Greenaway gaat in première.
  - 1996 - De film Space Jam gaat in Amerika in première.[2]

- Muziek
  - 1990 - In Los Angeles krijgt Stevie Wonder de Honorary Global Founders “Don’t Drive Drunk” Award van de Amerikaanse organisatie Recording Artists Against Drunk Driving. De organisatie die zich inzet voor verkeersveiligheid werd in 1985 opgericht naar aanleiding van het lied Don't Drive Drunk van Wonder dat op het soundtrackalbum The Woman In Red van de gelijknamige film uit 1984 is uitgebracht.[3]
  - 2003 - De Kroaat Dino (Jelušić) wint het Junior Eurovisiesongfestival 2003 in Kopenhagen, Denemarken. Namens Nederland eindigt Roel op plaats 11 met Mijn Ogen Zeggen Alles.[2]
  - 2005 - Ter gelegenheid van het 20-jarig bestaan brengt de Limburgse groep Rowwen Hèze het album Kilomeaters uit. Dit jubileumalbum is een overzicht van de twintig populairste nummers op basis van een stemming die is gehouden en waarin gestemd kon worden op alle nummers van de groep. Het nummer de Peel in brand uit 1987 ontving de meeste stemmen.[3]

- Oorlog
  - 1832 - Start van het beleg van Antwerpen.
  - 1990 - Golfoorlog - Nabij de grens met Koeweit houden Amerikaanse en Saoedische troepen de militaire oefening "Imminent Thunder".

- Politiek
  - 1902 - In Brussel pleegt de Italiaanse anarchist Gennaro Rubino een mislukte aanslag op koning Leopold II.[1]
  - 1946 - De overeenkomst van Linggadjati wordt op 15 november gesloten: politiek akkoord tussen de Nederlandse regering en de leiding van de eenzijdig uitgeroepen Republik Indonesia.
  - 1969 - In Washington protesteren 250.000 mensen tegen de Vietnamoorlog.[1]
  - 1983 - Noord-Cyprus verklaart zich onafhankelijk van Cyprus.
  - 2005 - Louis Sévèke, Nijmeegs politiek activist, journalist en publicist wordt vermoord in het centrum van Nijmegen.[1]
  - 2012 - Xi Jinping wordt de nieuwe secretaris-generaal van de Chinese Communistische Partij. Het nieuwe Politbureau van China wordt geïnaugureerd.
  - 2015 - Roemenië heeft een nieuwe tijdelijke regering onder leiding van interim-premier Dacian Ciolios.
  - 2021 - De presidenten Joe Biden van de Verenigde Staten en Xi Jinping van China spreken elkaar tijdens een virtuele topontmoeting.[4]

- Sport
  - 1893 - Oprichting van de Zwitserse voetbalclub FC Basel.
  - 1900 - Voetbalclub Eendracht ziet het levenslicht.
  - 1964 - Johan Cruijff maakt zijn debuut in het eerste elftal van Ajax. In Stadion Oosterpark scoort hij eenmaal, maar de uitwedstrijd tegen GVAV wordt met 3-1 verloren.
  - 1970 - Tijdens de derby Sparta-Feyenoord schiet keeper Eddy Treijtel een meeuw uit de lucht.
  - 1982 - In het uitverkochte sportpaleis Ahoy' in Rotterdam verdedigt bokser Rudi Koopmans met succes zijn Europese titel in het halfzwaargewicht tegen landgenoot Alex Blanchard, die verliest op technisch knock-out.
  - 2010 - Oprichting van de Colombiaanse voetbalclub Fortaleza FC.
  - 2015 - Schaatser Pavel Kulizjnikov verbetert in Calgary het wereldrecord van Jeremy Wotherspoon op de 500 meter (34,03 seconden) met een tijd van 34,00 seconden.

- Wetenschap en technologie
  - 1492 - Christoffel Columbus maakt in zijn scheepsjournaal notitie van een curieus gebruik onder de indianen: het gebruik van tabak.[1]
  - 1904 - Gillette verwerft patent op het veiligheidsscheermes.[1]
  - 1971 - Intel introduceert de 4004-microprocessor voor microcomputers.[1]
  - 2005 - Schildpad Harriet wordt 175 jaar, en was daarmee hoogstwaarschijnlijk de oudste levende schildpad ter wereld.
  - 2021 - Rusland voert een anti-satelliet test uit tegen een eigen satelliet. De test zou een wolk van enkele honderdduizenden restanten hebben veroorzaakt aldus een woordvoerder van het United States Department of State.[5]
  - 2022 - Lancering met een Lange Mars 4C raket van China Aerospace Science Corporation (CASC) vanaf lanceerbasis Jiuquan SLS-2 van de Yaogan 34-03 missie met een optische wetenschappelijke observatiesatelliet met vermoedelijk ook een militaire bestemming.[6][7]
  - 2022 - Ruimtewandeling van de NASA astronauten Josh Cassada en Frank Rubio als voorbereiding voor een toekomstige plaatsing van nieuwe zonnepanelen aan het ISS.[8]

## Geboren

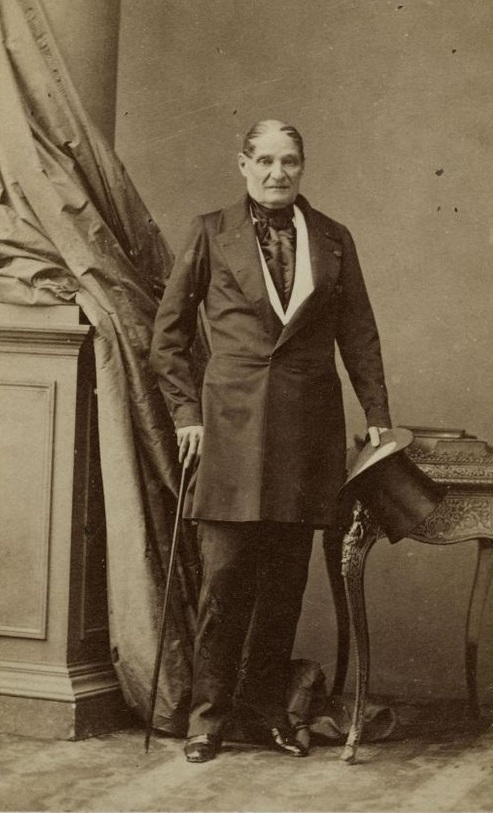
Jérôme Bonaparte,
geboren in 1784

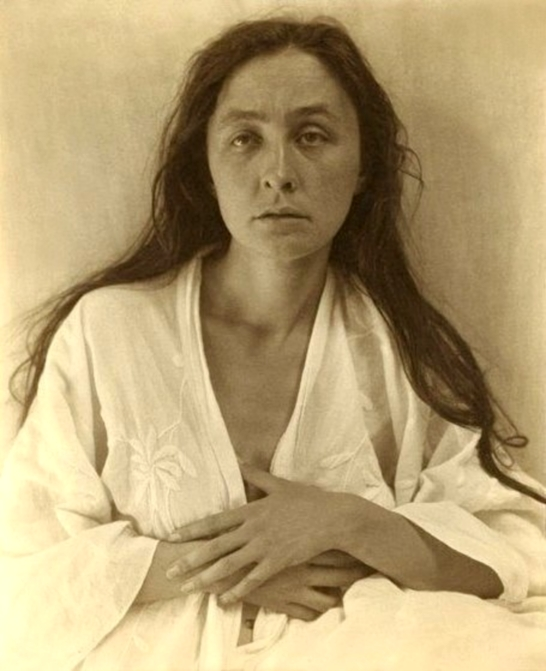
Georgia O'Keeffe,
geboren in 1887

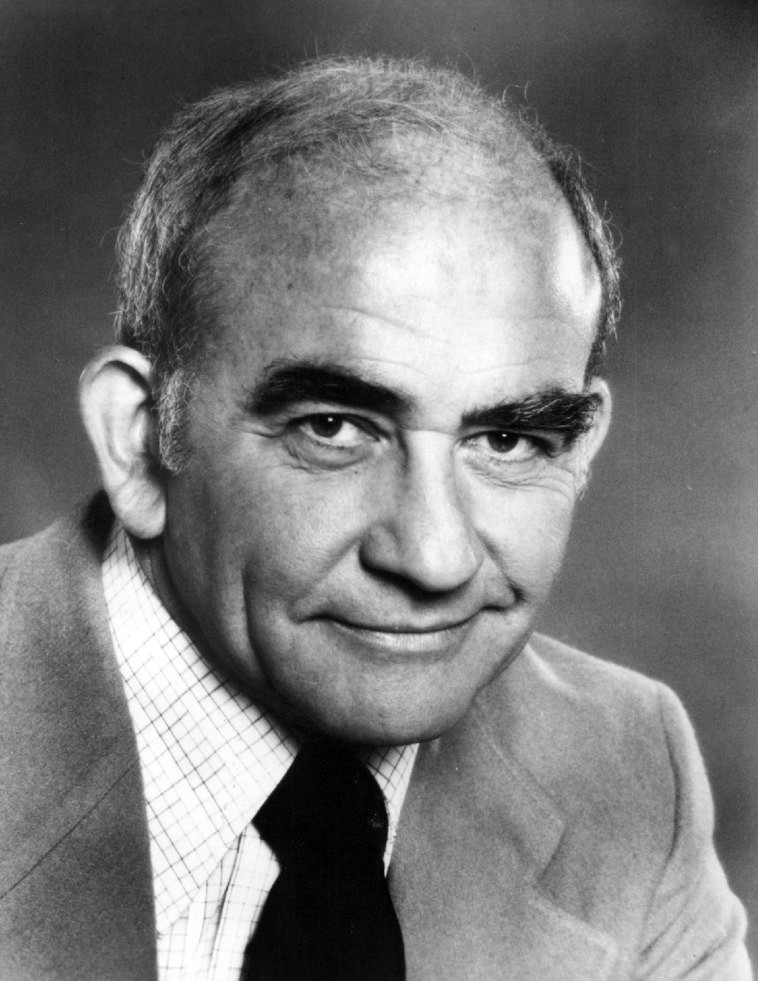
Ed Asner,
geboren in 1929

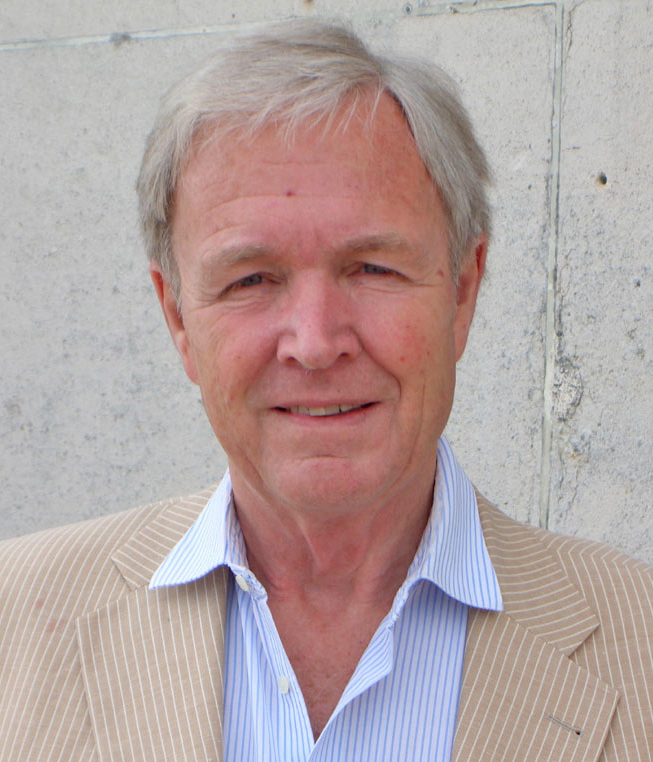
Jan Terlouw,
geboren in 1931

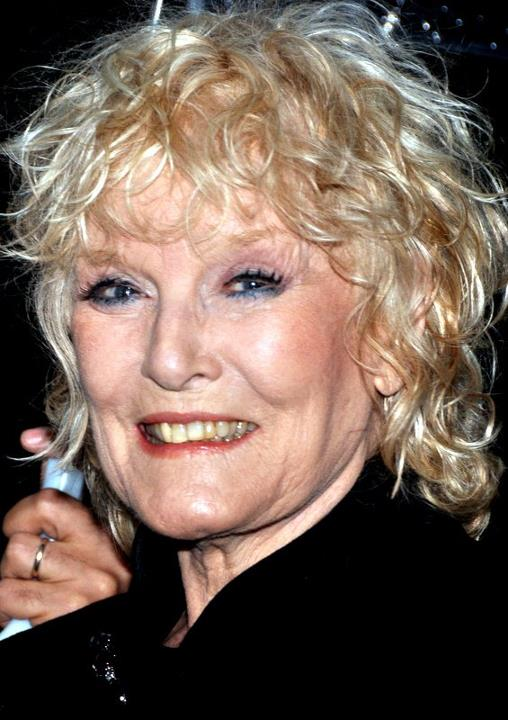
Petula Clark,
geboren in 1932

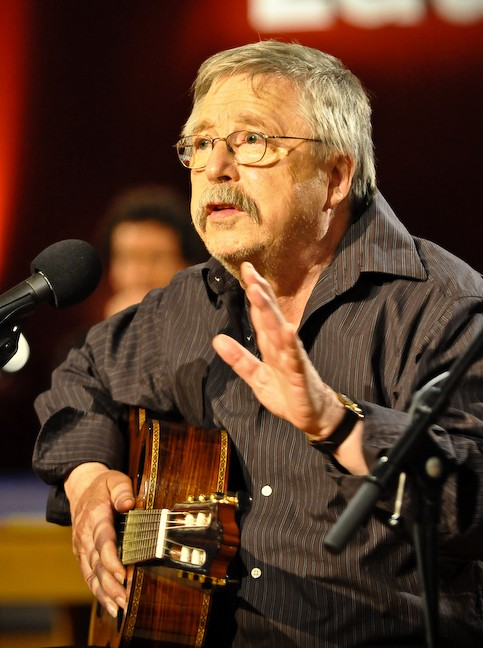
Wolf Biermann,
geboren in 1936

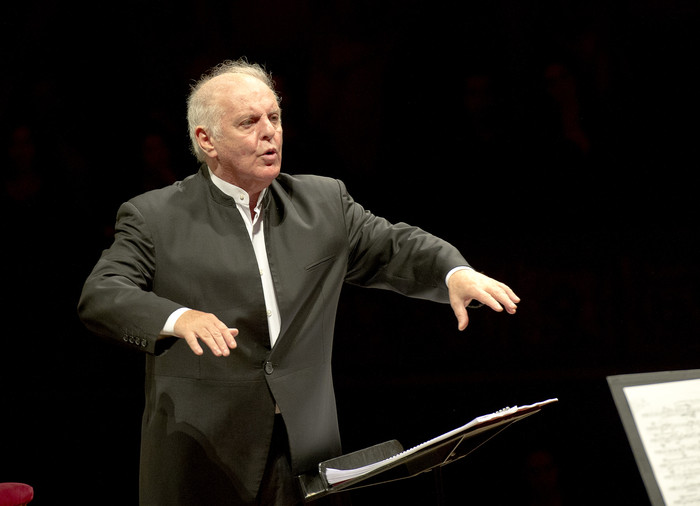
Daniel Barenboim,
geboren in 1942

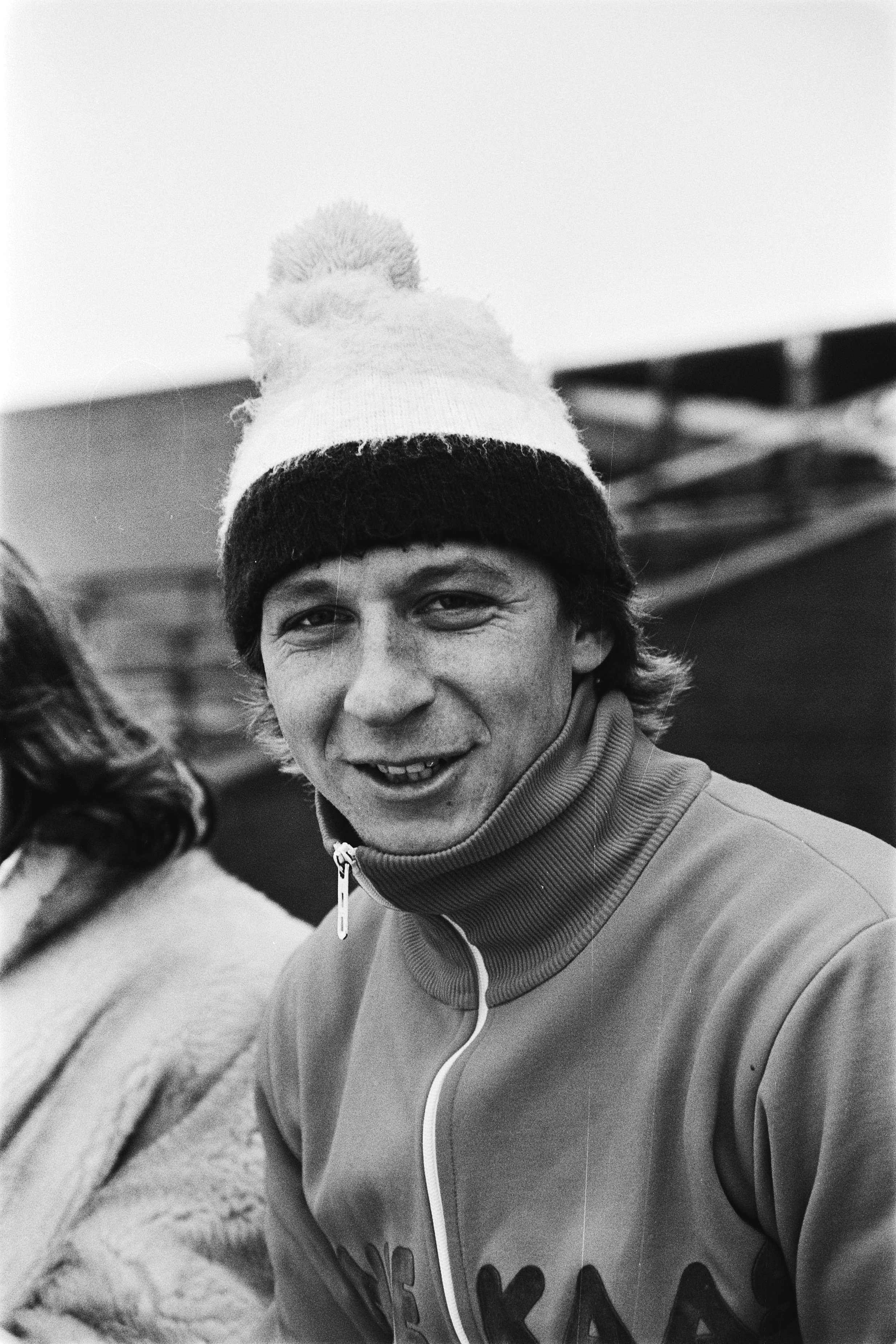
Yep Kramer,
geboren in 1957

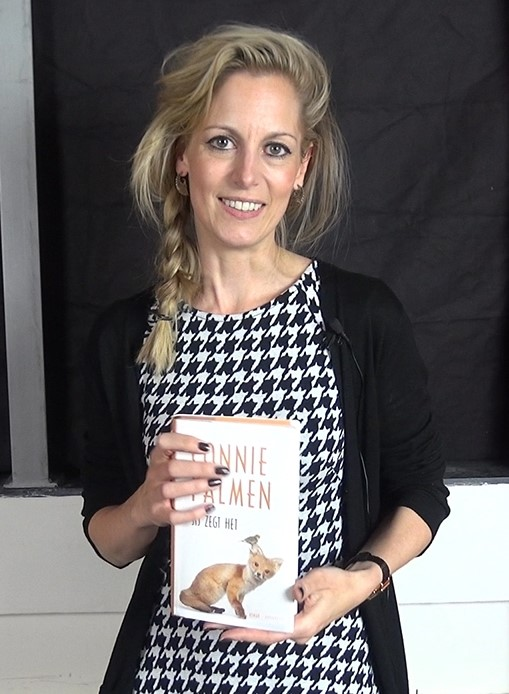
Eva Rovers,
geboren in 1978

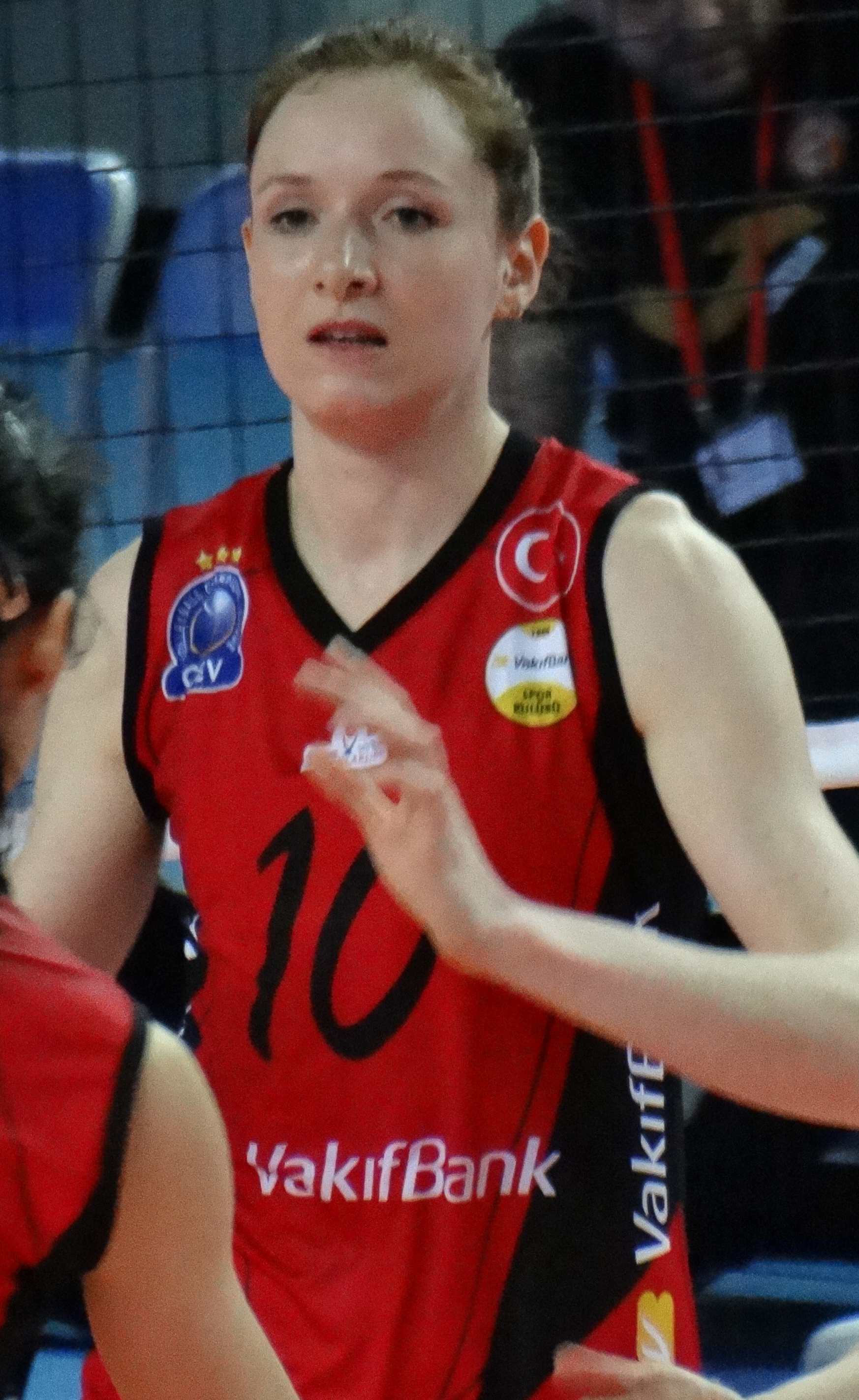
Lonneke Slöetjes,
geboren in 1990

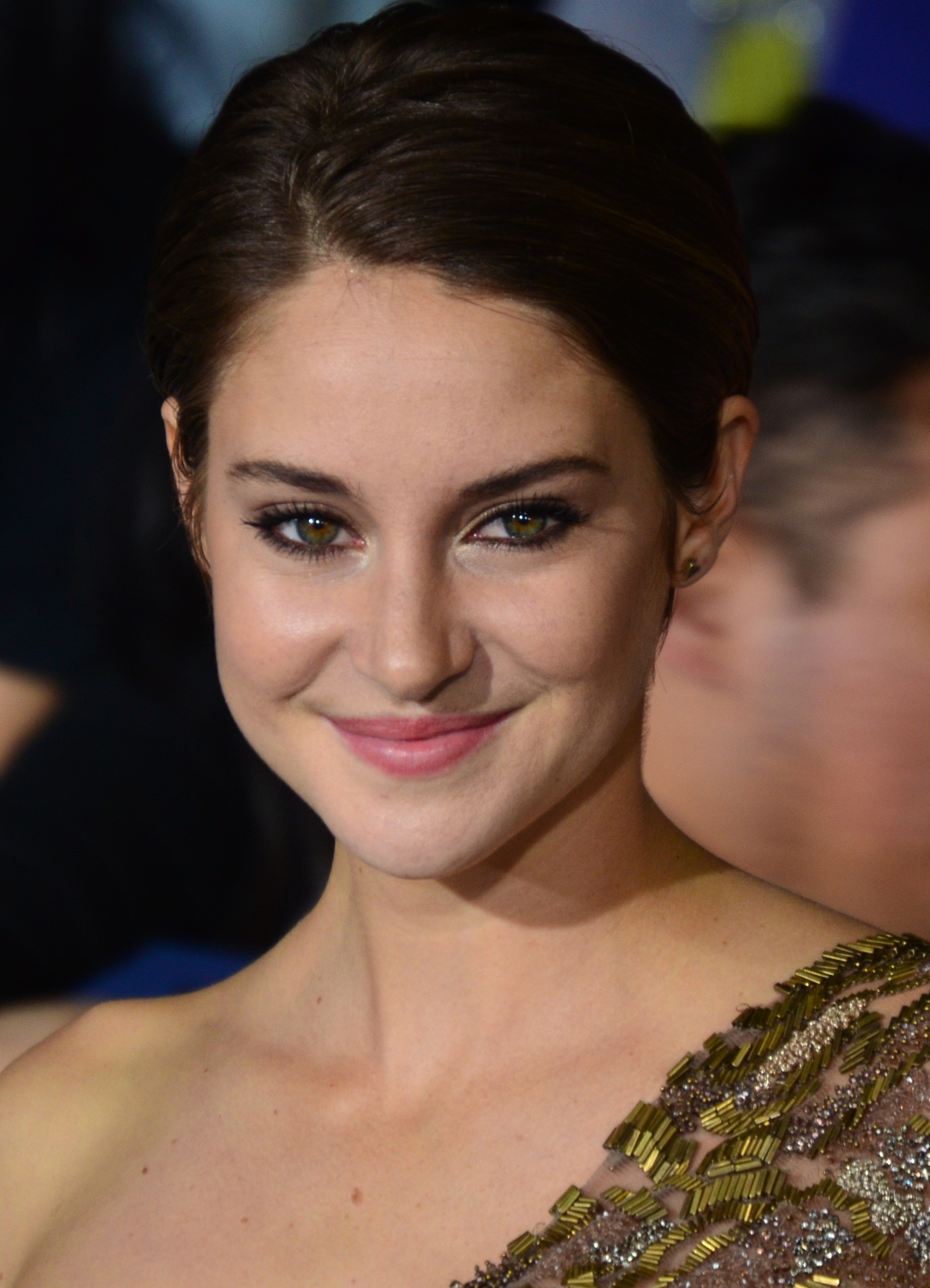
Shailene Woodley,
geboren in 1991

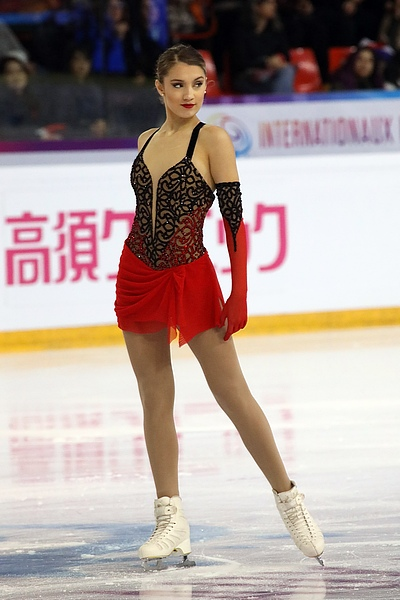
Alexia Paganini,
geboren in 2001

- 1316 - Jan I van Frankrijk, koning van Frankrijk (overleden 1316)
- 1397 - Tommaso Parentucelli, de latere Paus Nicolaas V (overleden 1455)
- 1498 - Eleonora van Habsburg, koningin van Portugal en koningin van Frankrijk (overleden 1558)
- 1559 - Albrecht van Oostenrijk, landvoogd van de Zuidelijke Nederlanden (overleden 1621)
- 1607 - Ernst Casimir van Nassau-Weilburg, graaf van Nassau-Weilburg (overleden 1655)
- 1738 - William Herschel, Duits-Brits astronoom, componist, organist en muziekleraar (overleden 1822)
- 1776 - José Joaquín Fernández de Lizardi, Mexicaans schrijver (overleden 1827)
- 1784 - Jérôme Bonaparte, koning van Westfalen (overleden 1860)
- 1859 - Christopher Hornsrud, Noors politicus (overleden 1960)
- 1862 - Gerhart Hauptmann, Duits toneelschrijver en Nobelprijswinnaar (overleden 1946)
- 1873 - Sara Josephine Baker, Amerikaans arts in de volksgezondheid (overleden 1945)
- 1875 - Johannes Petrus Huibers, Nederlands bisschop van Haarlem (overleden 1969)
- 1876 - Jules Anneessens, Belgisch orgelbouwer (overleden in 1956)
- 1885 - Achille Baquet, Amerikaans jazz-klarinettist en saxofonist (overleden 1956)
- 1887 - Georgia O'Keeffe, Amerikaans kunstschilderes (overleden 1986)
- 1889 - Emanuel II van Portugal, laatste koning van Portugal (overleden 1932)
- 1891 - William Averell Harriman, Amerikaans politicus (overleden 1986)
- 1891 - Erwin Rommel, Duits veldmaarschalk (overleden 1944)
- 1891 - Frans Teulings, Nederlands politicus (overleden 1966)
- 1895 - Jean Caudron, Belgisch voetballer (overleden 1963)
- 1898 - Willy Alfredo, Nederlands sneldichter (overleden 1976)
- 1901 - Elmar Kaljot, Estisch voetballer (overleden 1969)
- 1905 - Ray Kellog, Amerikaans filmregisseur en filmproducent (overleden 1976)
- 1905 - Annunzio Paolo Mantovani, Italiaans orkestleider (overleden 1980)
- 1905 - Vicente Trueba, Spaans wielrenner (overleden 1986)
- 1906 - Curtis LeMay, Amerikaans luchtmachtgeneraal (overleden 1990)
- 1907 - Claus Schenk von Stauffenberg, Duits kolonel (overleden 1944)
- 1908 - Hubert Rassart, Belgisch politicus (overleden 1994)
- 1910 - Kees Lekkerkerker, Nederlands letterkundige (overleden 2006)
- 1912 - Albert Baez, Mexicaans-Amerikaans natuurkundige (overleden 2007)
- 1913 - Arthur Haulot, Belgisch verzetsstrijder (overleden 2005)
- 1913 - Riek Schagen, Nederlands actrice en kunstschilderes (overleden 2008)
- 1914 - Giuseppe Caprio, Italiaans curiekardinaal (overleden 2005)
- 1917 - Gerardus de Vet, Nederlands bisschop van Breda (overleden 1967)
- 1918 - Hans Bierhuijs, Nederlands verzetsstrijder (overleden 1941)
- 1918 - Alf Fields, Engels voetballer (overleden 2011)
- 1918 - Adolfo Pedernera, Argentijns voetballer (overleden 1995)
- 1919 - Inez James, Amerikaans filmcomponist (overleden 1993)
- 1919 - Paul Moore, Amerikaans predikant voor de episcopaalse kerk (overleden 2003)
- 1919 - Georg Rüssmann, Duits componist, dirigent en muzikant (overleden 1986)
- 1921 - Thorleif Olsen, Noors voetballer (overleden 1996)
- 1922 - Paul Acket, Nederlands impresario (overleden 1992)
- 1922 - Francesco Rosi, Italiaans filmregisseur (overleden 2015)
- 1923 - Paul van Philips, Surinaams politicus en hoogleraar (overleden 1977)
- 1924 - Olga Lowina, Nederlands zangeres (overleden 1994)
- 1925 - Jurriaan Andriessen, Nederlands componist (overleden 1996)
- 1925 - John Paay, Nederlands bandleider, componist en arrangeur (overleden 2019)
- 1925 - Paul Raymond, Brits uitgever (overleden 2008)
- 1926 - François Craenhals, Belgisch tekenaar (overleden 2004)
- 1927 - Joan Segarra, Spaans voetballer (overleden 2008)
- 1927 - Gerhard Woitzik, Duits politicus (overleden 2023)
- 1928 - Jaap Duivenvoorde, Nederlands missionaris en aartsbisschop (overleden 2011)
- 1928 - C.W. McCall, Amerikaans countryzanger (overleden 2022)
- 1929 - Ed Asner, Amerikaans acteur (overleden 2021)
- 1929 - James Brady, Amerikaans roddeljournalist (overleden 2009)
- 1929 - Raghbir Lal, Indiaas hockeyer (overleden 2025)
- 1930 - Frans Vasen, Nederlands acteur (overleden 1995)
- 1931 - Mwai Kibaki, Keniaans politicus (overleden 2022)
- 1931 - Pascal Lissouba, Congolees staatsman (overleden 2020)
- 1931 - Jan Terlouw, Nederlands politicus, kinderboekenschrijver en fysicus (overleden 2025)
- 1932 - Petula Clark, Brits zangeres
- 1932 - Alvin Plantinga, Amerikaans filosoof
- 1932 - Tommy Sopwith, Brits ondernemer, autocoureur en motorbootracer (overleden 2019)
- 1932 - Jerry Unser, Amerikaans autocoureur (overleden 1959)
- 1933 - Gloria Foster, Amerikaans actrice (overleden 2001)
- 1934 - Hugo Blanco, Peruviaans politicus (overleden 2023)
- 1934 - Piet de Jongh, Nederlands wielrenner
- 1934 - Martin Bangemann, Duits politicus (overleden 2022)
- 1935 - Yıldırım Akbulut, Turks politicus; premier 1989-1991 (overleden 2021)
- 1935 - Ken Douglas, Nieuw-Zeelands politicus en vakbondsman (overleden 2022)
- 1936 - Wolf Biermann, Duits dichter en zanger
- 1936 - Letty de Jong, Nederlands zangeres (overleden 2008)
- 1937 - Ron Yeats , Schotse voetballer (overleden 2024)
- 1939 - Yaphet Kotto, Amerikaans acteur (overleden 2021)
- 1940 - Roberto Cavalli, Italiaans modeontwerper (overleden 2024)
- 1940 - Paul Schollaert, Belgisch priester en componist (overleden 2024)
- 1942 - Daniel Barenboim, Israëlisch pianist en dirigent
- 1943 - Pierre Mathieu, Nederlands volleybalcoach (overleden 2014)
- 1944 - Joy Fleming, Duits zangeres (overleden 2017)
- 1945 - Bob Gunton, Amerikaans acteur
- 1945 - Anni-Frid Lyngstad, Zweeds zangeres
- 1945 - Ferdi Tayfur, Turks zanger, componist, acteur, auteur, regisseur en muziekproducer (overleden  2024)
- 1946 - Edgar Amanh, Surinaams diplomaat
- 1946 - Dirk van der Horst, Nederlands gitarist (overleden 2004)
- 1946 - Fenna Vergeer-Mudde, Nederlands politica
- 1947 - Malcolm Ranjith, Sri Lankaans kardinaal
- 1947 - Bill Richardson, Amerikaans politicus en diplomaat (overleden 2023)
- 1948 - Teodoro Locsin jr., Filipijns politicus en journalist
- 1949 - Jacob Kanbier, Nederlands kunstschilder (overleden 2020)
- 1950 - Rob Hoogland, Nederlands journalist en columnist
- 1950 - Patty Mundt, Nederlands hockeyer (overleden 2023)
- 1950 - Willem Otterspeer, Nederlands historicus en biograaf
- 1950 - Mac Wilkins, Amerikaans atleet
- 1951 - Mychajlo Sokolovskyj, Sovjet-Oekraïens voetballer en voetbaltrainer
- 1951 - Victor Zvunka, Frans voetballer en voetbalcoach
- 1952 - Gerard van der Lem, Nederlands voetballer en voetbaltrainer
- 1952 - Antonella Ruggiero, Italiaans zangeres
- 1952 - Randy Savage, Amerikaans acteur en worstelaar (overleden 2011)
- 1954 - Aleksander Kwaśniewski, Pools politicus
- 1954 - Uli Stielike, Duits voetballer en voetbalcoach
- 1954 - Tony Thompson, Amerikaans drummer (overleden 2003)
- 1955 - Karim Ressang, Nederlands zwemmer
- 1955 - Leo van Vliet, Nederlands wielrenner
- 1956 - Zlatko Kranjčar, Kroatisch voetballer en voetbalcoach (overleden 2021)
- 1957 - Yep Kramer, Nederlands schaatser
- 1958 - Óscar Vladimir Rojas, Chileens voetballer
- 1959 - Jhim van Bemmel, Nederlands politicus
- 1960 - Jutta Behrendt, Oost-Duits roeister
- 1960 - Leo Jansen, Nederlands voetballer (overleden 2022)
- 1960 - Farah Karimi, Iraans-Nederlands politicus
- 1960 - Susanne Lothar, Duits actrice (overleden 2012)
- 1960 - Bea Van der Maat, Belgisch zangeres en presentatrice (overleden 2023)
- 1961 - Diederik van Vleuten, Nederlands schrijver en cabaretier
- 1962 - Michael Degiorgio, Maltees voetballer
- 1962 - Tesfaye Tafa, Ethiopisch atleet
- 1962 - Kim Vilfort, Deens voetballer
- 1962 - Jeroen Willems, Nederlands acteur (overleden 2012)
- 1963 - Irene van Staveren, Nederlands econoom
- 1964 - Rūta Garkauskaitė, Litouws tafeltennisster
- 1964 - Michail Roesjajev, Russisch voetballer (overleden 2011)
- 1965 - Nigel Bond, Engels snookerspeler
- 1965 - Veronica Cochelea-Cogeanu, Roemeens roeister
- 1965 - Robert Pecl, Oostenrijks voetballer
- 1966 - Maryse Abendanon, Nederlands hockeyinternational
- 1966 - Véronique Akkermans, Nederlands judoka
- 1966 - Rachel True, Amerikaans actrice
- 1967 - E-40, Amerikaans rapper
- 1967 - François Ozon, Frans filmregisseur en scenarioschrijver
- 1967 - Gustavo Poyet, Uruguayaans voetballer en voetbalcoach
- 1968 - Fausto Brizzi, Italiaans filmregisseur, scriptschrijver en -producent
- 1968 - Ol' Dirty Bastard, Amerikaans rapper (overleden 2004)
- 1968 - Sonja Pannen, Nederlands softbalster
- 1969 - Natalia Valeeva, Moldavisch-Italiaans boogschutter
- 1971 - Martin Pieckenhagen, Duits voetbaldoelman
- 1971 - Harry Merry, Nederlands singer-songwriter
- 1972 - Chris van der Weerden, Nederlands voetballer
- 1973 - Sandra Nkaké, Frans-Kameroens actrice en zangeres
- 1973 - Robert Sycz, Pools roeier
- 1973 - Albert Portas, Spaans tennisser
- 1973 - Rachid Ziar, Algerijns atleet
- 1974 - Jerónimo Badaraco, Macaus autocoureur
- 1974 - Sérgio Conceição, Portugees voetballer
- 1974 - Chad Kroeger, Canadees zanger en gitarist
- 1975 - Mario Galinović, Kroatisch voetbaldoelman
- 1975 - Hiromi Ominami, Japans atlete
- 1975 - Takami Ominami, Japans atlete
- 1975 - Boris Živković, Kroatisch voetballer
- 1977 - Albert E. Brumley, Amerikaans componist van gospelmuziek
- 1977 - Peter Phillips, lid van de Britse koninklijke familie
- 1978 - Zhou Chunxiu, Chinees atlete
- 1978 - Eva Rovers, Nederlands kunsthistorica en bigrafe
- 1979 - Brett Lancaster, Australisch wielrenner
- 1979 - Gijs Tuinman, Nederlands militair
- 1980 - Kevin Staut, Frans ruiter
- 1982 - Victor Gomes, Zuid-Afrikaans voetbalscheidsrechter
- 1982 - Wesley Korir, Keniaans atleet
- 1982 - Giaan Rooney, Australisch zwemster
- 1983 - Vivienne van den Assem, Nederlands actrice
- 1983 - Abdelhali Chaiat, Marokkaans-Nederlands voetballer
- 1983 - Sophia Di Martino, Engels actrice
- 1983 - John Heitinga, Nederlands voetballer
- 1983 - Fernando Verdasco, Spaans tennisser
- 1984 - Kyle Jones, Canadees triatleet
- 1985 - Guilherme Afonso, Angolees voetballer
- 1985 - Lily Aldridge, Amerikaans model
- 1986 - Winston Duke, Trinidadaans acteur
- 1986 - Éder Citadin Martins, Italiaans-Braziliaans voetballer
- 1987 - Leopold König, Tsjechisch wielrenner
- 1987 - Marco Pappa, Guatemalteeks voetballer
- 1988 - Evariste Ngolok, Belgisch-Kameroens voetballer
- 1988 - Bobby Ray Simmons (B.o.B), Amerikaans rapper en producer
- 1989 - Jasper Iwema, Nederlands motorcoureur
- 1989 - Daniel Torres, Colombiaans voetballer
- 1990 - Lukáš Krpálek, Tsjechisch judoka
- 1990 - Lonneke Slöetjes, Nederlands volleybalster
- 1991 - Maxime Colin, Frans voetballer
- 1991 - Nicolas Isimat-Mirin, Frans-Martinikaans voetballer
- 1991 - Shannon Vreeland, Amerikaans zwemster
- 1991 - Shailene Woodley, Amerikaans actrice
- 1992 - Sofia Goggia, Italiaans alpineskiester
- 1992 - Pernille Harder, Deens voetbalster
- 1992 - Žan Kranjec, Sloveens alpineskiër
- 1992 - Jody Lukoki, Congolees-Nederlands voetballer (overleden 2022)
- 1992 - Kevin Wimmer, Oostenrijks voetballer
- 1992 - Bobby Wood, Amerikaans voetballer
- 1993 - Paulo Dybala, Argentijns voetballer
- 1993 - Grant Ferguson, Schots wielrenner
- 1993 - Mory Konaté, Guinees voetballer
- 1993 - Daniel Traxler, Oostenrijks freestyleskiër
- 1995 - Blake Pieroni, Amerikaans zwemmer
- 1995 - Luka Zahovič, Sloveens voetballer
- 1996 - Selim Amallah, Marokkaans-Belgisch voetballer
- 1996 - Demi Vollering, Nederlands wielrenster
- 1996 - Kanako Watanabe, Japans zwemster
- 1997 - Emmanuel Dennis, Nigeriaans voetballer
- 1997 - Aaron Leya Iseka, Belgisch-Congolees voetballer
- 1997 - Viktor Tsihankov, Oekraïens voetballer
- 1998 - Dico Jap Tjong, Nederlands voetballer
- 1998 - Appie Mussa, Somalisch-Nederlands acteur en tiktokker
- 1998 - Anton Stach, Duits voetballer
- 1999 - Iris Scholten, Nederlands volleybalster
- 2000 - Mohamed Bouchouari, Belgisch-Marokkaans voetballer
- 2000 - Johnathan Hoggard, Brits autocoureur
- 2000 - Robin Mantel, Belgisch voetballer
- 2000 - Gaultiér Overman, Nederlands voetballer
- 2000 - Unai Vencedor, Spaans voetballer
- 2001 - Alexia Paganini, Zwitsers-Amerikaans kunstschaatsster
- 2002 - Josh Green, Amerikaans autocoureur
- 2005 - Roony Bardghji, Zweeds-Syrisch voetballer
- 2005 - Robin Blom, Nederlands voetbalster

## Overleden
- 655 - Penda, koning van Mercia

Johannes Kepler,
overleden in 1630

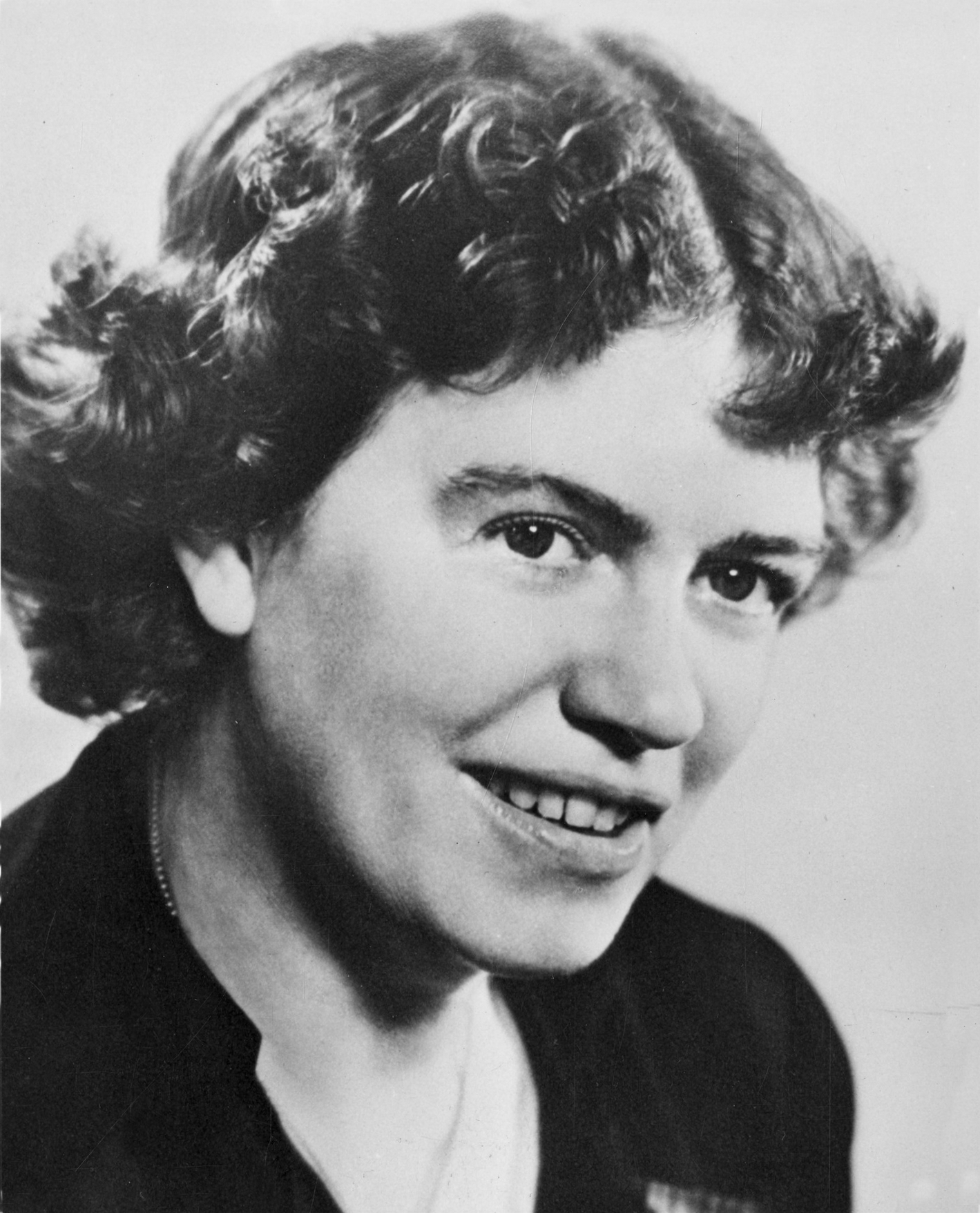
Margaret Mead,
overleden in 1978

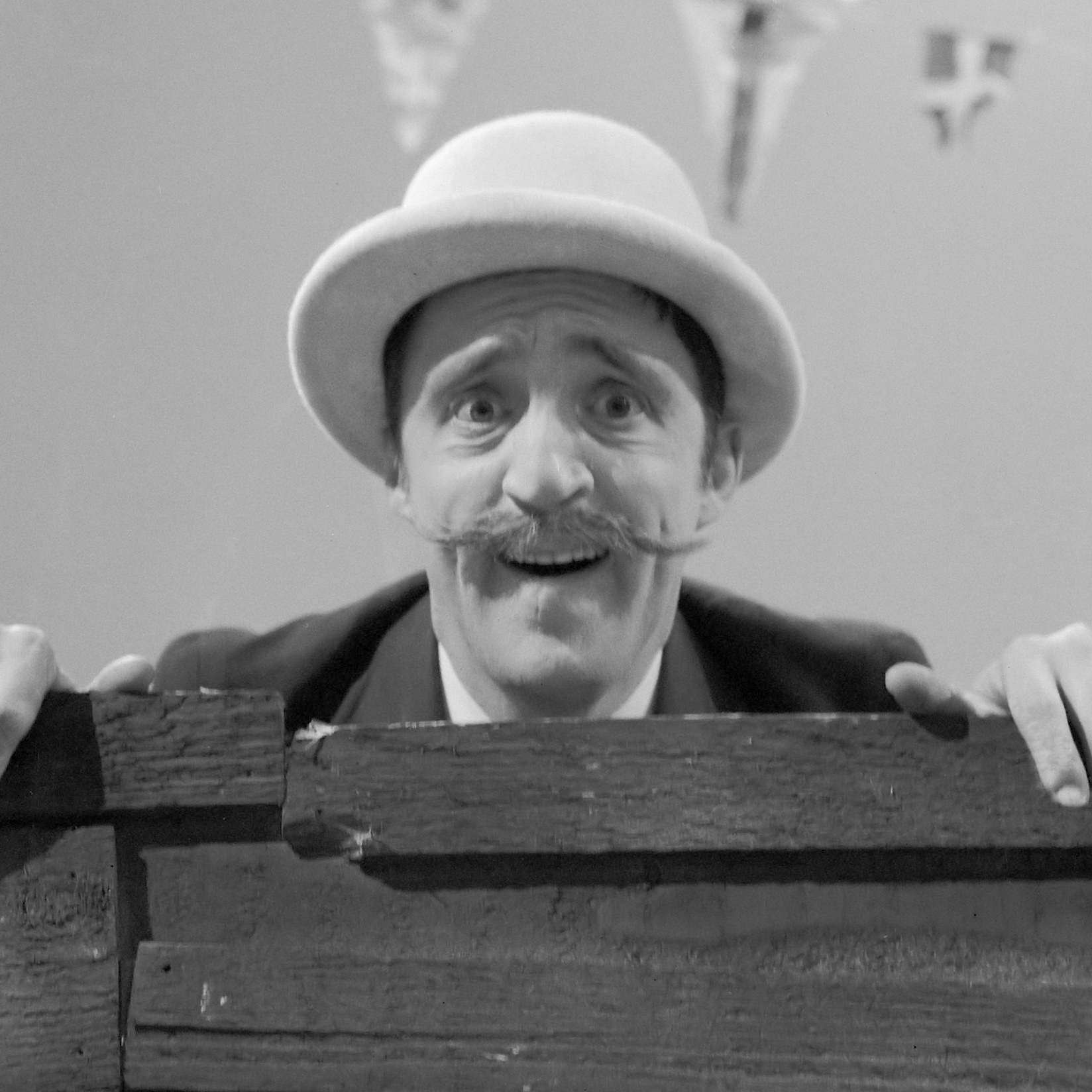
Rob van Reijn,
overleden in 2015

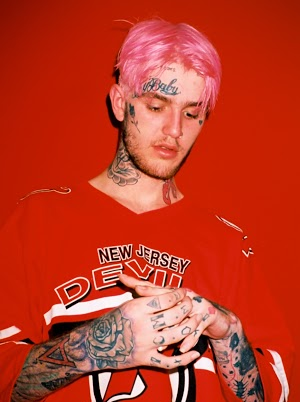
Lil Peep,
overleden in 2017

- 1136 - Leopold III van Oostenrijk (63), markgraaf van Oostenrijk
- 1184 - Beatrix I van Bourgondië (44), gravin van Bourgondië, vanaf 1156 Rooms-Duits koningin en vanaf 1167 keizerin van het Heilig Roomse Rijk.
- 1280 - Albertus Magnus (80), Duits theoloog en natuurkundige
- 1630 - Johannes Kepler (58), Duits astronoom en wiskundige
- 1670 - Jan Amos Comenius (78), Tsjechisch humanist, schrijver en pedagoog
- 1706 - Tsangyang Gyatso (23), zesde Dalai Lama
- 1787 - Christoph Willibald Gluck (73), Duits componist
- 1801 - Clementine van Oostenrijk (24), aartshertogin van Oostenrijk
- 1832 - Jean-Baptiste Say (65), Frans econoom
- 1863 - Frederik VII Karel Christiaan (55), koning van Denemarken
- 1898 - Arnold Clerinx (82), Belgisch orgelbouwer
- 1905 - Max Spohr (54), Duitse uitgever en homorechtenactivist
- 1910 - Wilhelm Raabe (79), Duits schrijver, abt en muziektheoreticus
- 1916 - Henryk Sienkiewicz (70), Pools schrijver
- 1921 - Dirk Kruijf (75), Nederlands architect
- 1930 - Alfred Wegener (50), Duits meteoroloog en geoloog
- 1932 - Dirk Witte (47), Nederlands tekstschrijver en zanger
- 1934 - Anton Dreesmann (80), Nederlands ondernemer
- 1939 - Ketty Gilsoul-Hoppe (71), Belgisch kunstenaar
- 1941 - Wal Handley (39), Brits motor- en autocoureur
- 1942 - Annemarie Schwarzenbach (34), Zwitsers schrijfster, journaliste en fotografe
- 1961 - Adeline Acart (87), Belgisch kunstschilder
- 1968 - Charles Bacon (83), Amerikaans atleet
- 1975 - Lieve Hugo (40), Surinaams zanger en grondlegger van de kaseko
- 1976 - Jean Gabin (72), Frans filmacteur
- 1977 - Prinses Charlotte van Monaco (79), moeder van prins Reinier III van Monaco
- 1978 - Margaret Mead (76), Amerikaans antropoloog
- 1983 - John Le Mesurier (71), Brits acteur
- 1989 - Paul Meijer (74), Nederlands acteur
- 1994 - Pol Braekman (74), Belgisch atleet
- 1994 - Ferdinand Jan Kranenburg (83), Nederlands politicus
- 1997 - Coen van Vrijberghe de Coningh (47), Nederlands acteur
- 1998 - Ludvík Daněk (61), Tsjecho-Slowaaks atleet
- 2002 - Myra Hindley (60), Brits moordenares
- 2005 - Hanne Haller (55), Duits zangeres
- 2005 - Louis Sévèke (41), Nederlands politiek activist en journalist
- 2006 - Ana Carolina Reston (21), Braziliaans model
- 2007 - Wiebe Draijer (83), Nederlands hoogleraar en politicus
- 2008 - Fons Bastijns (61), Belgisch voetballer
- 2008 - Ivan Southall (87), Australisch jeugdboeken schrijver
- 2009 - Aart Roos (90), Nederlands beeldend kunstenaar
- 2011 - Karl Slover (93), Amerikaans acteur
- 2012 - Théophile Abega (58), Kameroens voetballer
- 2012 - Gerrit Oosting (71), Nederlands burgemeester
- 2012 - Keith Ripley (77), Engels voetballer
- 2012 - Frode Thingnæs (72), Noors componist, dirigent en (jazz)trombonist
- 2013 - Felix Geybels (77), Belgisch voetballer
- 2013 - Glafkos Klerides (94), Grieks-Cypriotisch politicus en president van Cyprus
- 2014 - Valéry Mézague (30), Kameroens voetballer
- 2015 - Guo Jie (103), Chinees atleet
- 2015 - Vincent Margera (59), Amerikaans televisiepersoonlijkheid
- 2015 - Rob van Reijn (86), Nederlands pantomimespeler
- 2016 - Mose Allison (89), Amerikaans jazz- en bluesmuzikant
- 2016 - Sixto Durán-Ballén (95), president van Ecuador
- 2017 - Luis Bacalov (84), Argentijns-Italiaans componist
- 2017 - Keith Barron (83), Engels acteur
- 2017 - Frans Krajcberg (96), Pools-Braziliaans kunstenaar
- 2017 - Lil Peep (21), Amerikaans zanger/rapper
- 2018 - Roy Clark (85), Amerikaans country-muzikant
- 2018 - Zjores Medvedev (93), Sovjet-Georgische agronoom, bioloog, historicus en dissident
- 2019 - Harrison Dillard (96), Amerikaans atleet
- 2019 - Juliusz Paetz (84), Pools bisschop
- 2020 - Ray Clemence (72), Engels voetballer
- 2020 - Lutgart Simoens (92), Belgisch radiopresentator
- 2022 - Leen Droppert (92), Nederlands beeldend kunstenaar
- 2022 - Pierre de Lagarde (90), Frans journalist en televisiemaker
- 2022 - Marcus Sedgwick (54), Brits schrijver en illustrator
- 2023 - Wim Cattel (82), Nederlands burgemeester
- 2023 - Daisaku Ikeda (95), Japans filosoof, auteur en activist
- 2024 - Ahmed Silanyo (86), Somalisch politicus en president van Somaliland

## Viering/herdenking

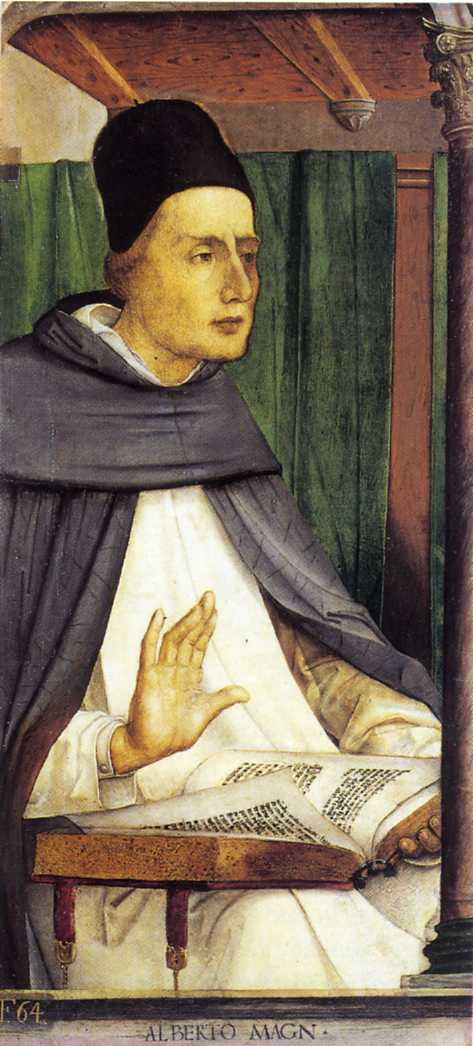
Albert(us) de Grote

- België: Koningsdag: de naamdag van de Heilige Leopold, in de Germaanse kalender en Albert in de gewone kalender.
- België: Dag van de Duitstalige Gemeenschap
- Verjaardag van schildpad Harriet (vermoedelijk geboren in 1829/30)
- Rooms-Katholieke kalender:
  - Heilige Albert(us) de Grote († 1280), Patroon van de natuurkundige, theologiestudent - Vrije Gedachtenis
  - Heilige Leopold III (de Goede) († 1136)
  - Heilige Machtus (van Aleth) († c. 620)
  - Heilige Desiderius (van Cahors) († 655)
  - Zalige Hugo Faringdon († 1539)
  - Heilige Jozef Pignatelli († 1811)
- Byzantijnse kalender:
  - Heilige Païssy Velichovsky († 1794)
  - Heilige Herman van Alaska († 1837)
- Sinds 2006: Dag van de Vermoorde Schrijver, uitgeroepen door PEN-club

## Weerextremen

### Nederland
| | Officiële records | Officiële records | Officiële records |      | Landelijke records | Landelijke records | Landelijke records |
| Gebeurtenis | Jaar              | Extreem           | Locatie           | Jaar | Extreem            | Locatie            |                    |
| --- | ----------------- | ----------------- | ----------------- | ---- | ------------------ | ------------------ | ------------------ |
| Laagste etmaalgemiddelde temperatuur (°C) | 1965              | −4,1              | De Bilt           |      | 1965               | −5,9               | Volkel             |
| Hoogste etmaalgemiddelde temperatuur (°C) | 2015              | 14,3              | De Bilt           |      | 2015               | 14,4               | Westdorpe          |
| Laagste minimumtemperatuur (°C) | 1965              | −8,0              | De Bilt           |      | 1965               | −10,3              | Soesterberg        |
| Hoogste minimumtemperatuur (°C) | 2015              | 11,9              | De Bilt           |      | 2015               | 13,6               | Voorschoten        |
| Laagste maximumtemperatuur (°C) | 1941              | −1,4              | De Bilt           |      | 1941               | −3,6               | Eelde              |
| Hoogste maximumtemperatuur (°C) | 2006              | 15,7              | De Bilt           |      | 1948               | 17,3               | Maastricht         |
| Hoogste uurgemiddelde windsnelheid (m/s) | 1923              | 17,0              | De Bilt           |      | 1980               | 24,7               | Cadzand            |
| Hoogste windstoot (m/s) | 1980              | 23,7              | De Bilt           |      | 1980               | 32,4               | Cadzand            |
| Langste zonneschijnduur (uur) | 1955, 1996, 2001  | 7,9               | De Bilt           |      | 1978               | 8,1                | Maastricht         |
| Langste neerslagduur (uur) | 1980              | 17,9              | De Bilt           |      | 2015               | 20,3               | Nieuw Beerta       |
| Hoogste etmaalsom van de neerslag (mm) | 1980              | 15,5              | De Bilt           |      | 2015               | 36,8               | Hoogeveen          |
| Laagste etmaalgemiddelde relatieve vochtigheid (%) | 1941              | 70                | De Bilt           |      | 1948               | 54                 | Maastricht         |
| Laagste uurwaarde luchtdruk op zeeniveau (hPa) | 1977              | 980,0             | De Bilt           |      | 1977               | 973,5              | Eelde              |
| Hoogste uurwaarde luchtdruk op zeeniveau (hPa) | 1922              | 1041,1            | De Bilt           |      | 1922               | 1042,2             | De Kooy            |
| Officiële records worden altijd gemeten op het KNMI-weerstation in De Bilt. Landelijke records kunnen worden gemeten op elk officieel KNMI-weerstation in Nederland. |                   |                   |                   |      |                    |                    |                    |

Uitzonderlijke gebeurtenissen
- 1906 - Officieel laagste maximumtemperatuur in °C van november dit jaar gemeten in De Bilt: 7,5
- 1919 - Officieel laagste maximumtemperatuur in °C van november dit jaar gemeten in De Bilt: −0,9
- 1920 - Laatste landelijke zachte dag van het jaar gemeten in Vlissingen (maximumtemperatuur ≥ 15 °C op een officieel weerstation)
- 1938 - Laatste landelijke zachte dag van het jaar gemeten in Maastricht (maximumtemperatuur ≥ 15 °C op een officieel weerstation)
- 1948 - Laatste landelijke zachte dag van het jaar gemeten in Maastricht (maximumtemperatuur ≥ 15 °C op een officieel weerstation)
- 1974 - Laatste landelijke zachte dag van het jaar gemeten in Eindhoven en Volkel (maximumtemperatuur ≥ 15 °C op een officieel weerstation)
- 1986 - Laatste landelijke zachte dag van het jaar gemeten in Deelen, Eelde, Eindhoven, Maastricht, Twenthe en Volkel (maximumtemperatuur ≥ 15 °C op een officieel weerstation)
- 2020 - Laatste officiële zachte dag van het jaar (maximumtemperatuur ≥ 15 °C in De Bilt)

### België
Dagrecords
- 1965 - Laagste etmaalgemiddelde temperatuur −2,1 °C
- 2006 - Hoogste etmaalgemiddelde temperatuur 13,8 °C
- 1983 - Laagste minimumtemperatuur −6,6 °C
- 1895 - Hoogste maximumtemperatuur 18,2 °C
- 1974 - Hoogste etmaalsom van de neerslag 23,2 mm

Uitzonderlijke gebeurtenissen
- 1983 - Minimumtemperatuur −10,0 °C in Koersel (Beringen) en −12,8 °C in Rochefort.

<< · 1 · 2 · 3 · 4 · 5 · 6 · 7 · 8 · 9 · 10 · 11 · 12 · 13 · 14 · 15 · 16 · 17 · 18 · 19 · 20 · 21 · 22 · 23 · 24 · 25 · 26 · 27 · 28 · 29 · 30 · >>